# 巴勃羅·托雷
巴勃羅·托雷（西班牙語：Pablo Torre，2003年4月3日—），是一名西班牙职业足球运动员，現効力西甲球隊馬略卡。

## 榮譽
桑坦德
- 西班牙皇家足協甲組聯賽冠軍 : 2021–22

巴塞隆納
- 西班牙足球甲級聯賽冠軍 : 2022–23[2]

## 外部連結
- Soccerway資料庫：巴勃羅·托雷